# Ballinamore
Ballinamore (irisch Béal an Átha Móir, dt.: „Öffnung der großen Furt“) ist eine Kleinstadt im County Leitrim im nördlichen zentralen Binnenland der Republik Irland.

## Der Ort
Der irische Name des Ortes Béal an Átha Móir bezieht sich auf die Lage als früherer Haupt-Kreuzungspunkt am Yellow River, der an der Stadt vorüberfließt und in den 1840er-Jahren als Verbindung von Erne und Shannon als Ballinamore-Ballyconnell-Kanal ausgebaut wurde. Ab 1858 war der Kanal ab Ballinamore schiffbar und wurde 1860 eröffnet, hat aber nie wirtschaftlich rentabel gearbeitet, wurde geschlossen und erst 1994 als Shannon-Erne-Kanal wiedereröffnet.
Die erste Erwähnung des Ortes datiert in Verbindung mit der Plantation of Leitrim aus dem Jahr 1621. Das älteste erhaltene Gebäude in der Stadt ist die Kirche der Church of Ireland, die in den 1780er-Jahren aus den Trümmern der während der Reformation und der Penal-Laws-Zeit zerstörten örtlichen römisch-katholischen Kirche errichtet wurde.

## Verkehr und Demografie
Ballinamore liegt im Osten des Countys Leitrim an der R202, die sich hier mit zwei weiteren Regionalstraßen kreuzt, 12 km von der Nationalstraße N87 und 19 km von der Grenze zu Nordirland (County Fermanagh) entfernt.
Zwischen 1887 und 1959 war der seither geschlossene Bahnhof Ballinamore das Drehkreuz der Cavan and Leitrim Railway-Schmalspurbahn.
Die Einwohnerzahl von Ballinamore wurde beim Census 2022 mit 1112 Personen ermittelt.

## Persönlichkeiten
- Mary Reynolds (1889–1974), Politikerin
- John Joe McGirl (1921–1988), Politiker
- Gerry Reynolds (* 1961), Politiker